# Identitätsprinzip (Webanwendungen)
Das Identitätsprinzip ist eine Art, Webanwendungen und Internetseiten so zu gestalten und darzustellen, dass Benutzer bei einem Phishing-Angriff die gefälschte Seite wahrnehmen und sensible Daten nicht angeben. Dazu muss aus dem Umgang mit der Website, aber auch aus der gesamten Kommunikation mit dem Internetauftritt erkennbar sein, dass der Internetdiensteanbieter bestimmte Muster durchgängig einhält. Zeigt sich im Kontext einer Webanwendung ein auffälliges, nicht den bekannten Mustern entsprechendes Verhalten, wird ein Endbenutzer automatisch misstrauisch und verhält sich zurückhaltender, so dass es einem Angreifer deutlich schwererfällt, sein Ziel zu erreichen. Diese Konventionen sollten bei hohen Sicherheitsanforderungen (z. B. Konto-Login) den Benutzern darüber hinaus explizit mitgeteilt werden. Im Weiteren sollten Verhaltenshinweise für den Fall der Verletzung der Konventionen genannt werden (z. B. Seite umgehend verlassen, an eine E-Mail Adresse melden...).
Das Prinzip, welches auch der Corporate Identity eines Unternehmens zugrunde liegt, nämlich die Schaffung einer unverwechselbaren Identität und eines Wiedererkennungseffektes, wird mit dieser Maßnahme auch auf Webanwendungen angewandt.

## Ansatzpunkte
- Vermeidung von Popups, um Cross-Site-Scripting (XSS) zu verhindern, sowie zu verhindern, dass es möglich ist, ein betrügerisches Fenster so vor der Seite einer authentischen Website zu positionieren, dass es den Anschein hat, dass das Fenster zu der Website gehört.[2]
- Vermeidung von irreführenden, verschiedenen und bunten Werbebannern. Sie führen dem Benutzer immer wieder Überraschendes und nicht im Kontext der Website stehendes vor die Augen und befinden sich dabei im Vertrauenskontext der Website: Das Vertrauen, welches dem Anbieter entgegengebracht wird, überträgt sich auf den Inhalt des Werbebanners.
- Nutzung fester und einprägsamer Mail-Absendeadressen für Newsletter etc., wie z. B. info@example.com. Noreply sollte vermieden werden. Trotz der leichten Fälschbarkeit von E-Mail-Adressen würde wahrscheinlich ein Angreifer die Absenderkennung verfälschen. Trotzdem ist es im Sinne dieser Maßnahme wichtig, auf Durchgängigkeit der Konventionen zu achten.
- Ein SSL-Serverzertifikat sollte niemals fehlerhaft sein. Immer wieder trifft man auf den Fall, dass der Servername, wie er in der IP-Adresse steht, nicht exakt mit dem im Zertifikat eingetragenen Namen übereinstimmt. Dies führt zu einer Warnmeldung des Browsers, die geeignet ist, die Benutzer nicht nur zu verunsichern, sondern auch dazu führen kann, dass Derartiges zukünftig als normal hingenommen wird. Ebenso sollte das Überschreiten der Gültigkeitsdauer eines Zertifikats vermieden werden.
- Unerwartetes und Überraschendes sollte generell vermieden werden. Dazu gehört auch, dass ein Benutzer nicht ohne besonderen Grund ausgeloggt bzw. erneut zum Login aufgefordert wird (ein besonderer Grund besteht dennoch, wenn der Benutzer zu lange inaktiv geblieben ist). Ein Angreifer hätte es dann leichter, einem Benutzer bei Bestehen einer entsprechenden Sicherheitslücke eine gefälschte Login-Seite unterzuschieben, nachdem der Login für den Nutzer zur Routine wird.